# Венцов-Кранц, Семён Иванович
Семён Иванович Венцов-Кранц (1 января 1897, Режица — 8 сентября 1937) — советский военный деятель, комдив (1935).

## Молодость и начало военной службы
Родился 1 января 1897 года в Режице Витебской губернии в семье еврея-адвоката Израиля Кранца.
В царской армии с 1916 года. Участник Первой мировой войны. В августе 1917 окончил Иркутское военное училище. Дальнейшую службу проходил в 43-й отдельной сапёрной роте: с 15 сентября 1917 — младший офицер роты, с 11 декабря 1917 — выборный заместитель командира роты, а с 27 января 1918 — командир этой роты. Последний чин в старой армии — поручик (по другим данным — прапорщик). 10 мая 1918 года демобилизовался.

## Гражданская война
Член РКП(б) с 1918 года. В РККА с 1919 года. С мая 1919 по июль 1920 — военком 1-й стрелковой бригады 34-й стрелковой дивизии. С 10 августа по 25 октября 1920 — командир Московской территориальной бригады и одновременно начальник ЧОН города Москвы и Московской губернии. В мае 1921 в числе многих других военных командирован в Тамбовскую губернию для подавления Тамбовского восстания: с 6 мая 1921 — помощник начальника оперативного управления штаба войск Тамбовской губернии, с 27 мая по июнь 1921 — начальник и военком штаба кавалерийской бригады в составе особой кавалерийской группы И. П. Уборевича, осуществлявшей операцию по ликвидации 2-й партизанской армии А. С. Антонова.

## Послевоенный период
С 7 июля по 16 сентября 1921 — начальник и военком штаба войск Минского района. Затем учился в Военной академии РККА. 25 сентября 1922 окончил академию с оценкой «отлично», после чего с октября того же года проходил стажировку командиром батальона 52-го стрелкового полка 18-й стрелковой дивизии в МВО. С апреля 1923 — адъюнкт Военной Академии РККА по кафедре Гражданской войны. Изучил английский и французский языки. С апреля 1924 — начальник организационно-мобилизационного управления Штаба РККА. С декабря 1926 состоял особо важных поручений при председателе РВС СССР К. Е. Ворошилове. С апреля 1928 — командир 15-го стрелкового полка 5-й стрелковой дивизии. С декабря 1929 — помощник начальника Штаба РККА Б. М. Шапошникова и начальник 2-го организационно-мобилизационного управления Штаба РККА. В 1931—1933 возглавлял штабы военных округов: с марта 1931 — БВО, а с апреля 1932 — МВО. В 1932 участвовал в Женевской конференции по разоружению в качестве второго военного эксперта советской делегации. С марта по май 1933 возглавлял Управление делами Наркомата по военным и морским делам и РВС СССР.
В мае 1933 был направлен во Францию военным атташе при полпредстве СССР. 26 ноября 1935 года ему было присвоено звание комдива. В октябре 1936 отозван.
С ноября 1936 — командир 62-й Туркестанской стрелковой дивизии в КВО. Автор ряда статей о тактике, напечатанных в советских военных журналах.

## Арест и смерть
Арестован сотрудниками 5-го отдела Управления госбезопасности НКВД УССР 11 июня 1937 с санкции бригвоенюриста Я. М. Шахтэна при наличии санкции наркома обороны. Дело вели следователи А. М. Ратынский-Футер, А. М. Гранский-Павлоцкий, Э. М. Правдин-Колтунов. Обвинялся в измене Родине, принадлежности к военно-фашистскому заговору, шпионаже в пользу Франции и Германии и вредительстве в 62-й стрелковой дивизии, проводимом по заданию И. Э. Якира, в области боевой и политической подготовки.
Венцов-Кранц сознался в приписываемых ему преступлениях, заявив, что в заговор его завербовал М. Н. Тухачевский, и что с 1935 года он занимался шпионажем в пользу иностранных государств. Оговорил ряд своих сослуживцев, в том числе комдивов И. И. Раудмеца и К. А. Мерецкова. Имя С. И. Венцова-Кранца содержится в «Сталинском списке» от 25 августа 1937 года, как предназначенного к осуждению по 1-й категории (расстрел); на заглавной странице списка подписи членов Политбюро ЦК ВКП(б) отсутствуют. На заседании в/с ВКВС СССР, состоявшемся 8 сентября 1937, подтвердил свои показания об участии в военном заговоре и был осуждён ВКВС к расстрелу. Приговор приведён в исполнение в тот же день.
Реабилитирован посмертно ВКВС СССР 30 июня 1956.

## Семья
Жена — Раиса Евсеевна Венцова (род. 1901), домохозяйка. Была арестована 12 июня 1937 года и расстреляна 16 октября 1937 года по обвинению в шпионаже. Реабилитирована постановлением Военной коллегии от 11 июля 1956 года.

## Награды
- 2 ордена Красного Знамени (1921[13], 19..)